# 青地公美
青地 公美（あおち くみ、1960年2月25日 - ）は、日本の女優・タレント。1980年代前半に各種映画に出演した。夫は俳優の哀川翔で、哀川の所属事務所の社長を務める。長女は歌手でcossamiのMINAMI。次女は女優の福地桃子。

## 略歴
北海道札幌市出身。北海道野幌高等学校卒業。1979年に、ミス・ユニバース北海道代表に選ばれる。同年、GOROの激写に登場する。1981年の映画『女子大生の基礎知識 ANO ANO』に主演する。1983年、この年が初開催となった国際スポーツフェア’83秋のキャンペーンガールを務める。
芸能界を一旦引退し、音楽プロデューサー・映画プロデューサーの多賀英典と結婚するも、離婚。
芸能界を一旦引退した後、力士の武蔵丸の昇進パーティーに出席した際、哀川翔に一目ぼれされ、翌年1995年に、哀川と結婚（青地にとっては3度目の結婚）。その後、哀川のマネージャーおよび所属事務所の社長となる。2009年4月11日に、哀川と『2009 よい夫婦の日 ナイス・カップル大賞』を受賞する。

## 出演

### 映画
- 不良少年（1980年6月14日、東映）
- 女子大生の基礎知識 ANO ANO（1981年4月24日、にっかつ）
- 幸福（1981年10月10日、東宝） - 女子学生 役[5]
- ヘリウッド（1982年6月5日、シネマ・プラセット）
- だいじょうぶマイ・フレンド（1983年4月29日、東宝）レイ子 役

### テレビ
- 87分署シリーズ・裸の街（1980年、フジテレビ）新庄泰子 役
- さすらいの甲子園（1980年、日本テレビ）マネージャー 役
- 御宿かわせみ（1980年〜1983年、NHK）おきく 役
- 私はタフな女（1981年、日本テレビ）
- 気になる天使たち 第8話（1981年、フジテレビ）女子大生 役
- 西部警察 PART-II 第29話「燃える原野! オロフレ大戦争」（1983年、テレビ朝日） 高木ゆきえ 役

## 作品

### 映画（作品）
- ゼブラーマン（2003年） - 企画
- 昆虫探偵ヨシダヨシミ（2010年） - 企画
- Zアイランド (2014年) - 企画プロデュース